# يحيى بن وثاب
يحيى بن وثاب أحد قراء القرآن الكريم، هو يحيى بن وثاب الأسدي الكاهلي الكوفي، اسم أبيه وثاب بزدويه بن ماهويه سباه مجاشع بن مسعود السلمي من قاشان إذ افتتحها، وكان وثاب من أبناء أشرافها ثم وقع في سهم عبد الله بن عباس فسماه وثابا، وتزوج فولد له يحيى ثم استأذن ابن عباس في الرجوع إلى قاشان فأذن له، فدخل هو وابنه يحيى الكوفة، فقال يحيى يا أبت إني آثرت العلم على المال فأذن له في المقام فأقبل على القرآن، وتلا القرآن على أصحاب علي بن أبي طالب وعبد الله بن مسعود حتى صار أقرأ أهل زمانه.

## روايته للحديث
روى الحديث عن عبد الله بن عباس وعبد الله بن عمر والأسود بن يزيد النخعي وزر بن حبيش الأسدي وعلقمة بن قيس النخعي ومسروق بن الأجدع وأبي عبد الرحمن السلمي، وروى مرسلا عن عبد الله بن مسعود وأم المؤمنين عائشة بنت أبي بكر وأبو هريرة، وروى عنه أبو إسحاق السبيعي وأبو إسحاق الشيباني وأبو إسحاق الهمداني وحبيب بن أبي ثابت وحصين بن عبد الرحمان وسلمة بن كهيل وشمر بن عطية الأسدي وطلحة بن مصرف وعاصم بن أبي النجود وعامر الشعبي وقتادة ومقاتل بن حيان وأبو حصين الأسدي وأبو فروة الهمداني والأعمش وهو من أكبر تلامذته، روى له الجماعة البخاري ومسلم والترمذي والنسائي وابن ماجة سوى أبو داود.

## ثناء العلماء عليه
قال الإمام الذهبي الإمام القدوة المقرىء الفقيه شيخ القراء أحد الأَئمة الأَعلام وذكره في كتابه من له رواية في الكتب الستة فقال ثقة خاشع متأله مقرئ، وقال الأعمش كان يحيى بن وثاب أحسن الناس قراءة وربما اشتهيت تقبيل رأسه لحسن قراءته وكان إذا قرأ لا يسمع في المسجد حركة وكأن ليس في المسجد أحد، وقال أيضا كنت إذا رأيت يحيى بن وثاب قد جاء قلت هذا قد وقف للحساب يقول أي رب اذنبت كذا اذنبت كذا فعفوت عني فلا أعود، ونقل وكيع بن الجراح عن الأعمش كان يحيى بن وثاب إذا كان في الصلاة كأنه يخاطب رجلا، وقال ابن جرير كان مقرئ أهل الكوفة في زمانه، وقال ابن خاقان وكان من قراء أهل الكوفة يحيى بن وثاب وعاصم والأعمش وكان هؤلاء من بني أسد موالي وكان أقدم الثلاثة وأعلاهم يحيى بن وثاب.

## منهجه في القراءة
- قال الأعمش كان يحيى بن وثاب لا يقرأ «بسم الله الرحمن الرحيم» لا في عرض ولا في غيره.
- كان يقرأ قوله تعالى «قُلْ إِنْ ضَلِلْتُ فَإِنَّما إضَلُّ على نَفْسِي»، «إِضَلُّ» بكسر الهمزة وفتح الضاد وهي لغة تميم.
- قال ابن سيده وكان يحيى بن وثاب يقرأ كل شيء في القرآن «ضَلِلْت وضَلِلْنا» بكسر اللام.
- قوله تعالى «عَبَدَ الطاغوت» قرأ يحيى بن وثاب وحمزة «عُبُد الطاغوت».
- قوله تعالى «فَجَعَلَهُمْ جُذَاذً إلاَّ كَبِيراً لَهُمْ» قرأها الناس جُذَاذاً، وقرأها يحيى بن وثاب جِذَاذاً.
- قرأ يحيى بن وثاب وإِبراهيم النجعي «وإن خِفْتُم أَنْ لا تقْسُطوا» بضم السين.
- قوله تعالى: «فجعلناهم سَلَفا» قرئها يحيى (فَجَعَلْنَاهُمْ سُلُفاً) بضمّ اللام.
- وقرأ يحيى بن وثاب «وَلَا تِركَنوا إِلَى الَّذِينَ ظَلَمُوا» بكسر التاء، ومثله «مَالَكَ لَا تِئْمَنَّا عَلَى يُوسُفَ» وكذلك «فَتِمَسَّكُمُ النَّارُ»
- قوله تعالى «لا تَسفِكون دماءكم» نقل ابن القطاع عن يحيى بن وثاب «لا تَسفُكُونَ دِماءَكُم» بضم الفاء.
- قرأ يحيى «المُثْلات» قراءة الناس «المَثُلات».
- قرأ يحيى بن وثاب والاعمش «لا يُجرمنّكم» بضم الياء، وقراءة الحفص (ولا يَجرمنّكم) بفتح الياء.
- قرأ يحيى بن وثاب والأعمش (مِن بَقْلِها وقُثّائها) بضم القاف.[3]

## وفاته
توفي يحيى بن وثاب بالكوفة في سنة 103 هـ في خلافة يزيد بن عبد الملك.